# Cercosaura vertebralis
Cercosaura vertebralis là một loài thằn lằn trong họ Gymnophthalmidae. Loài này được O’Shaughnessy mô tả khoa học đầu tiên năm 1879.